# Chiesa di San Lorenzo (Murialdo)
La chiesa di San Lorenzo è un luogo di culto cattolico situato nella borgata di Ponte nel comune di Murialdo, in provincia di Savona. La chiesa è sede della parrocchia omonima dell'unità pastorale di Val Bormida della diocesi di Mondovì.

## Storia

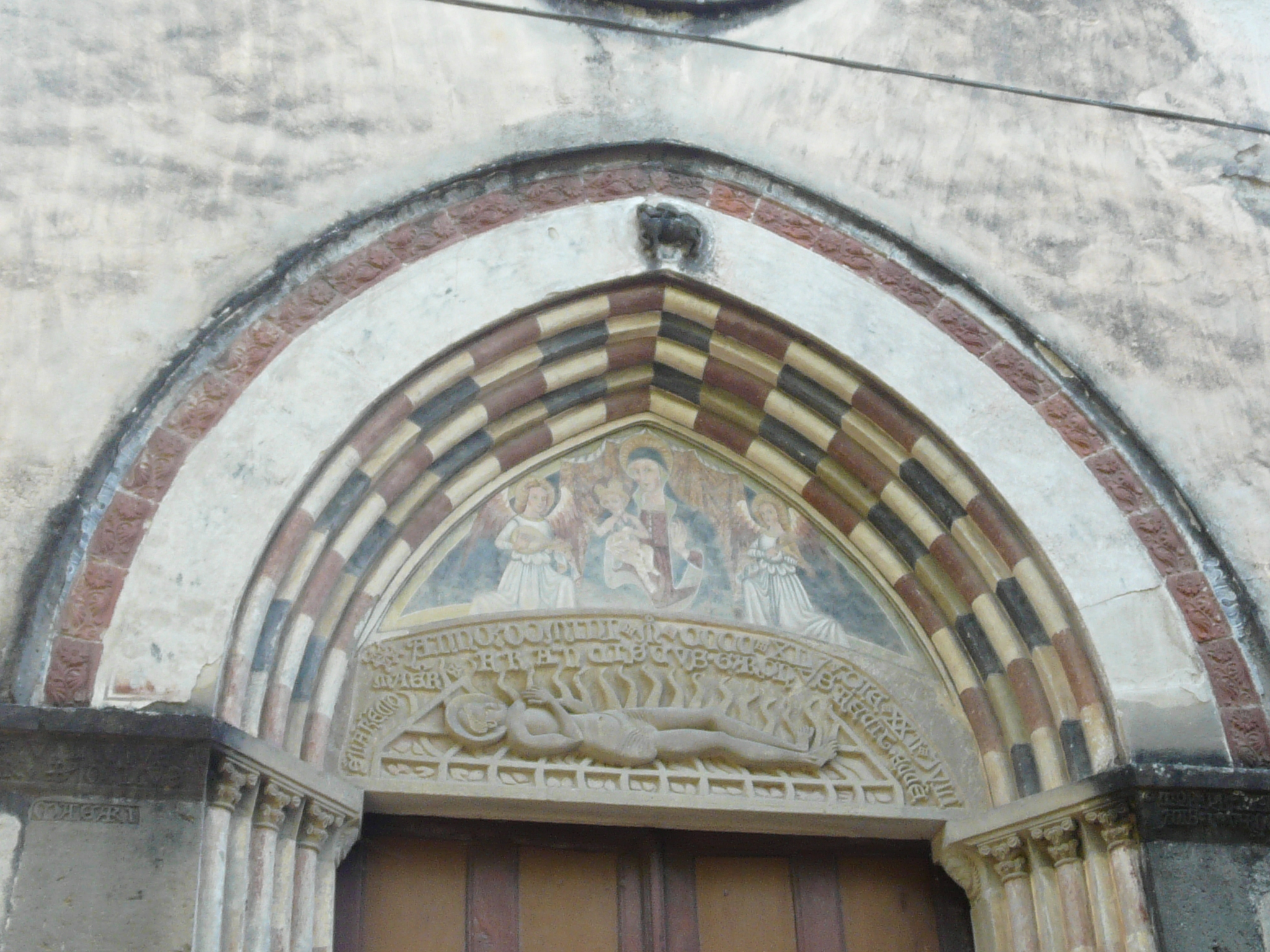
Particolare della lunetta sopra il portale

Secondo le fonti storiche la concessione per la costruzione di un nuovo edificio di culto a Murialdo fu approvato l'11 gennaio del 1440; la chiesa venne completata nel 1445 su disegno del maestro Francesco Garone sui resti di un preesistente corpo del XIV secolo.
La nuova parrocchiale è citata in alcuni documenti del XVII secolo: nel 1519 in un atto di vendita quale luogo confinante e nel 1567 per le decime ricevute dagli abitanti e per alcuni possedimenti (castagneti).
Fu monsignor Vincenzo Marino, nel 1573, a scorporare Albareta, Brigneta, Isolagrande e Valle dalla giurisdizione diretta di San Lorenzo alla cura di un cappellano (sempre alle dipendenze della parrocchiale murialdese), così come il diritto di sepoltura presso la chiesa di Sant'Antonio Abate nella borgata di Valle.
Ai primi del XVII secolo la chiesa presenta ancora le sue caratteristiche originarie: tre navate divise da rotonde colonne, tre altari (dedicati a san Lorenzo - il maggiore - alla Vergine del Rosario e alla Beata Vergine) e tetto a vista. Nel 1629 la rettoria di Murialdo fu elevata al titolo di prevostura. Al 1633 risale la rifondazione delle nuove campane della torre campanaria.
Nella metà del Seicento risalgono i primi lavori di restauro e di rifacimento, soprattutto della copertura oramai rovinata dalle intemperie. Con il favorire di nuove risorse economiche nel 1668 vengono stanziati nuovi lavori restaurativi che, tuttavia, partiranno ufficialmente solamente nel 1676; nella nuova trasformazione degli interni, ispirati ora al barocco, si aggiungeranno i due nuovi altari laterali intitolati alla Beata Vergine dei Sette Dolori (conosciuto anche come "altare del Suffragio) e a San Grato. Nel 1693 la prevostura di San Lorenzo in Murialdo viene innalzata al rango di arcipretura.
La chiesa riportò alcuni danni dagli scontri napoleonici tra il 1796 e il 1797. Nel 1941 venne realizzato l'antistante e laterale piazzale-sagrato.

## Descrizione

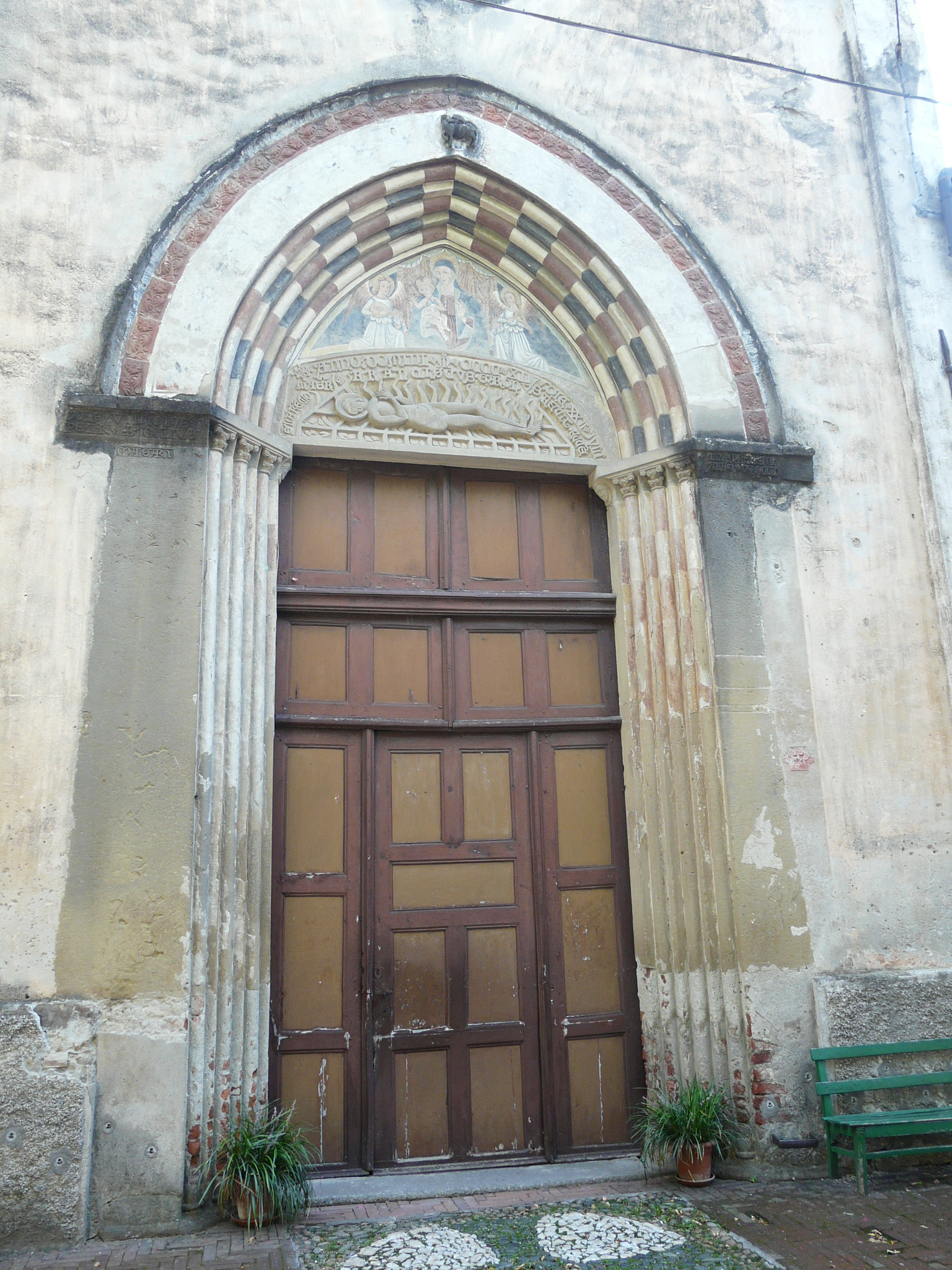
Particolare del portone d'ingresso

Esempio artistico di stile gotico, la facciata è scandita da due lesene laterali, con un portale strombato e arco ogivale dove è raffigurato l'affresco della Madonna col Bambino e angeli nella lunetta e dal sottostante bassorilievo, in stile arcaico, del Martirio di san Lorenzo sulla graticola. Il soprastante rosone è decorato con fasce bianche rosse di mattoni.
L'attiguo campanile del XV secolo, con elementi strutturali simili alla tipologia gotica del Finalese, è in mattoni con pietre squadrate agli angoli, tre piani di bifore con piccole colonne in marmo e cornici ad archetti pensili e un'alta cuspide in laterizio con quattro pinnacoli e finestre in abbaino.
L'interno dell'edificio, in stile barocco nel corso del rifacimento del XVII secolo, conserva gli antichi archi e capitelli del primo elemento quattrocentesco. Oltre alla fonte battesimale in arenaria scolpita conserva, nella sacrestia, cicli di affreschi relativi alla Storie di vita di Maria, agli Evangelisti e ai Profeti. In una colonna della navata vi è la raffigurazione di una santa con un libro.